# Systaria insulana
Systaria insulana là một loài nhện trong họ Miturgidae.
Loài này thuộc chi Systaria. Systaria insulana được William Joseph Rainbow miêu tả năm 1902.